# Haus Hardenberg (Berlin)

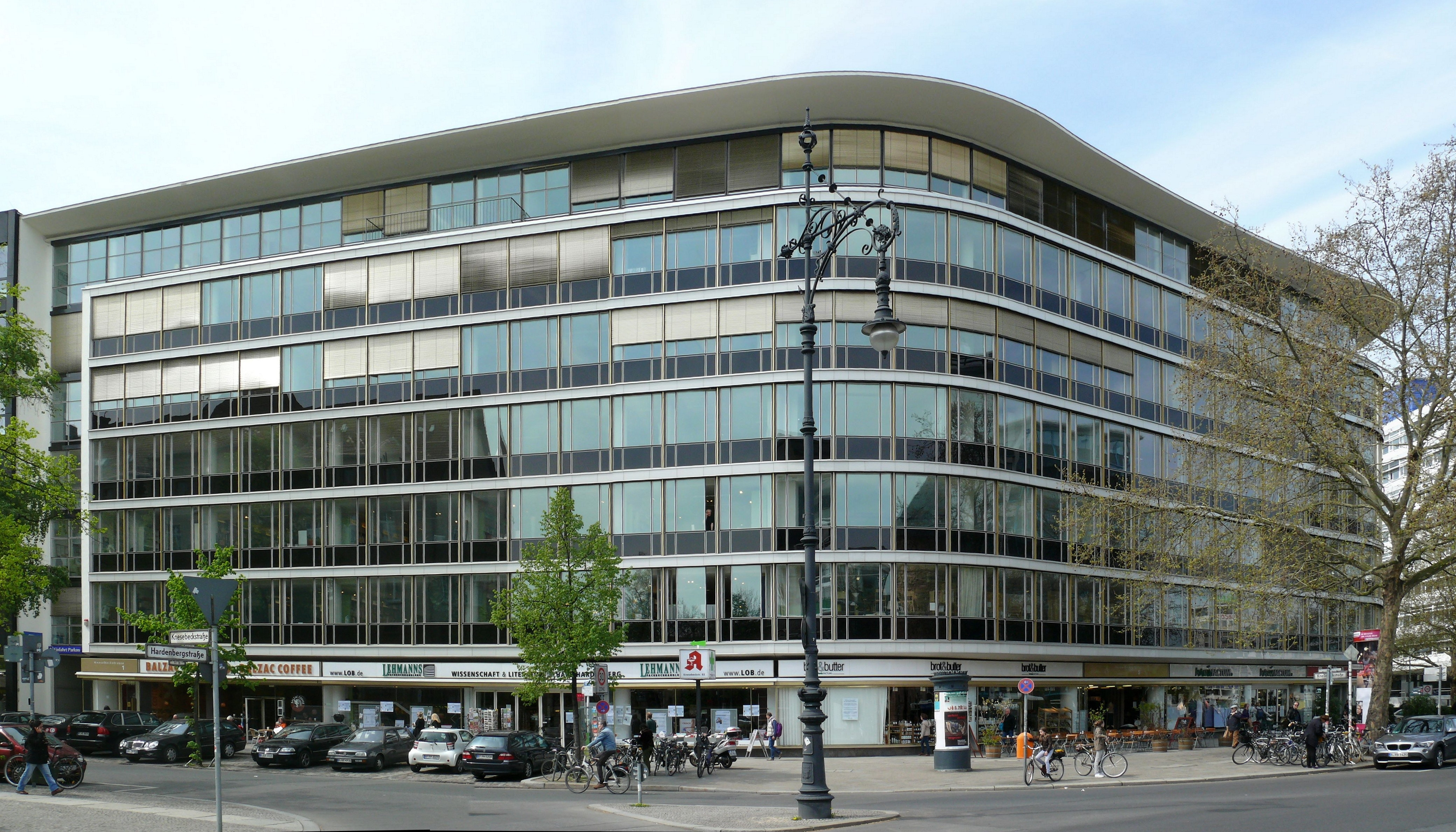
Das Haus Hardenberg, 2013…

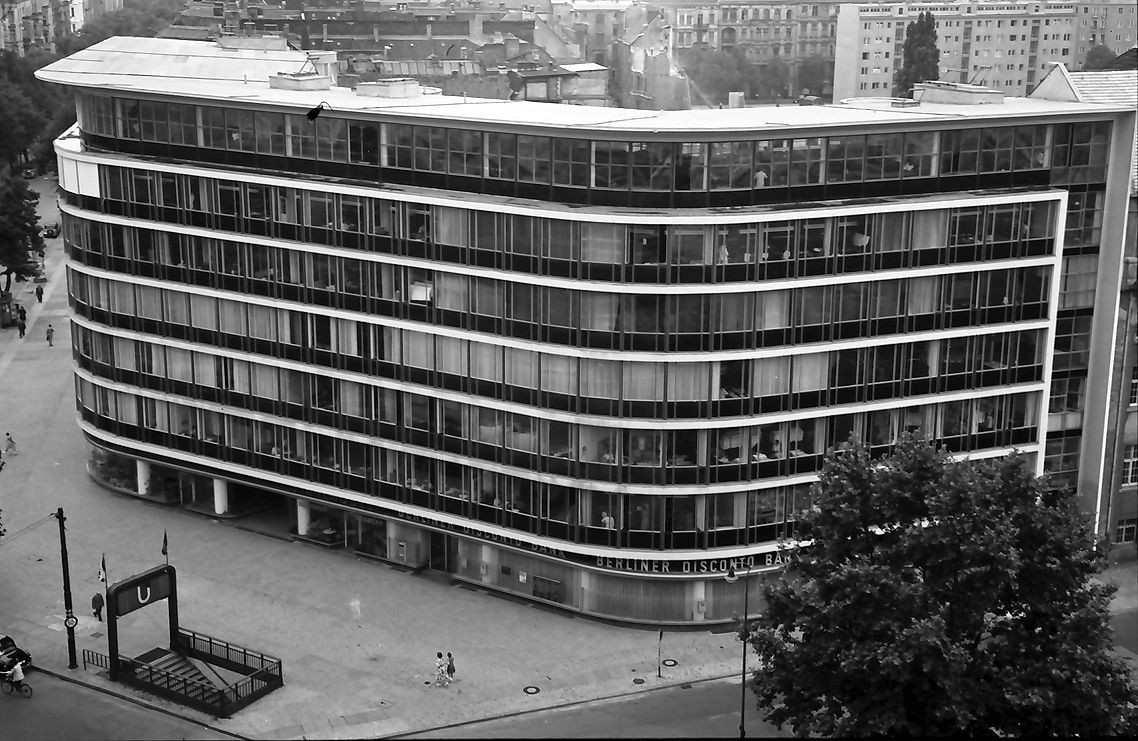
…und 1957

Das Haus Hardenberg ist eines der bedeutendsten Büro- und Geschäftshäuser der West-Berliner Nachkriegsmoderne und wurde 1955/1956 von dem Architekten Paul Schwebes errichtet. Das siebengeschossige Gebäude besteht aus zwei rechtlich und wirtschaftlich eigenständigen Gebäudeteilen, dem Gebäude Knesebeckstraße 1/2 und dem Gebäude Hardenbergstraße 4 und 5, die architektonisch eine Einheit bilden. 1973/1974 wurde es im Inneren durch Günther Wehde umgebaut. Bekannt wurde es als Kiepert-Haus, da hier bis zu deren Insolvenz im September 2002 das Hauptgeschäft dieser Buchhandlung angesiedelt war. 
In den Jahren 2003 und 2004 wurde das unter Denkmalschutz stehende Gebäude vom Berliner Projektentwickler Hühne Immobilien GmbH  denkmalgerecht saniert. Hühne Immobilien erhielt für die Sanierung einen Sonderpreis innerhalb des Bundespreises für Handwerk in der Denkmalpflege. Die ausführende Glasbaufirma erhielt einen Bundespreis im Glaserhandwerk. Das Architekturbüro Winkens Architekten zeichnete für die Planung der Sanierung und der damit verbundenen Umbauten verantwortlich.
Seit November 2003 hat Manufactum dort Verkaufsräume für ein Warenhaus und brot&butter gemietet. Die Buchhandlung Lehmanns hat ihre 1600 m² große Filiale im Hardenberghaus, die sie dort nach der Sanierung des Gebäudes eröffnet hatte, zum 15. August 2013 geschlossen. Im März 2016 bezog die tausendkind GmbH das erste Obergeschoss.